# Patinaj viteză la Jocurile Olimpice de iarnă din 2018 - 5.000 metri (masculin)
Proba de patinaj viteză 5.000 metri masculin de la Jocurile Olimpice de iarnă din 2018 de la Pyeongchang, Coreea de Sud a avut loc pe 11 februarie 2018 la Gangneung Oval, Gangneung.

## Program
Orele sunt orele Coreei de Sud (ora României + 7 ore).
| Dată         | Ora         | Rundă          |
| ------------ | ----------- | -------------- |
| 11 februarie | 16:00–18:15 | Serii + Finală |

## Rezultate
Proba a început la ora 16:00.
| Loc | Pereche | Pistă | Nume                  | Țară                       | Timp                   | În plus | Note |
| --- | ------- | ----- | --------------------- | -------------------------- | ---------------------- | ------- | ---- |
| 1   | 10      | I     | Sven Kramer           | Olanda                     | 6:09,76 Record Olimpic | —       |      |
| 2   | 9       | I     | Ted-Jan Bloemen       | Canada                     | 6:11,616               | +1,85   |      |
| 3   | 9       | E     | Sverre Lunde Pedersen | Norvegia                   | 6:11,618               | +1,85   |      |
| 4   | 8       | E     | Peter Michael         | Noua Zeelandă              | 6:14,07                | +4,31   |      |
| 5   | 5       | I     | Lee Seung-hoon        | Coreea de Sud              | 6:14,15                | +4,39   |      |
| 6   | 5       | E     | Bart Swings           | Belgia                     | 6:14,57                | +4,81   |      |
| 7   | 8       | I     | Jan Blokhuijsen       | Olanda                     | 6:14,75                | +4.99   |      |
| 8   | 11      | I     | Nicola Tumolero       | Italia                     | 6:15,48                | +5,72   |      |
| 9   | 3       | E     | Seitaro Ichinohe      | Japonia                    | 6:16,55                | +6,79   |      |
| 10  | 10      | E     | Patrick Beckert       | Germania                   | 6:17,91                | +8,15   |      |
| 11  | 7       | E     | Alexis Contin         | Franța                     | 6:18,13                | +8,37   |      |
| 12  | 11      | E     | Moritz Geisreiter     | Germania                   | 6:18,34                | +8,58   |      |
| 13  | 4       | I     | Simen Spieler Nilsen  | Norvegia                   | 6:18,39                | +8,63   |      |
| 14  | 1       | E     | Nils van der Poel     | Suedia                     | 6:19,06                | +9,30   |      |
| 15  | 4       | E     | Bob de Vries          | Olanda                     | 6:22,26                | +12,50  |      |
| 16  | 2       | E     | Ryousuke Tsuchiya     | Japonia                    | 6:22,45                | +12,69  |      |
| 17  | 3       | I     | Livio Wenger          | Elveția                    | 6:24,16                | +14,40  |      |
| 18  | 6       | O     | Håvard Bøkko          | Norvegia                   | 6:24,50                | +14,74  |      |
| 19  | 7       | I     | Davide Ghiotto        | Italia                     | 6:29,25                | +19,49  |      |
| 20  | 6       | I     | Andrea Giovannini     | Italia                     | 6:30,71                | +20,95  |      |
| 21  | 2       | I     | Emery Lehman          | Statele Unite ale Americii | 6:31,16                | +21,40  |      |
| 22  | 1       | I     | Adrian Wielgat        | Polonia                    | 6:31,71                | +21,95  |      |